# Ami Barak
Pour les articles homonymes, voir Barak.
Ami Barak, né en 1951 en Roumanie, est un commissaire d’exposition, critique d’art et enseignant basé à Paris.

## Parcours professionnel
Directeur du FRAC Languedoc-Roussillon de 1993 à 2002 et commissaire général associé de « Trésors publics, 20 ans de création dans les Fonds régionaux d’art contemporain » (2003), Ami Barak est également de 2002 à 2005 le président de l’IKT, l’association internationale des curateurs d’art contemporain.
De 2003 à 2008, il dirige le département d’art visuel du conseil de la ville de Paris. Dans le cadre de cette fonction, il est coordinateur et directeur artistique des éditions 2003 et 2004 de la Nuit blanche et réalise le programme de commande publique L’Art pour le Tram, avec des œuvres de Sophie Calle, Frank Gehry, Dan Graham, Peter Kogler, Claude Lévêque, Christian Boltanski, Bertrand Lavier, Angela Bulloch et Didier Faustino.
Depuis 2008, il est commissaire indépendant. Il fut le commissaire artistique du Salon de Montrouge entre 2010 et 2021,.

### Commissaire d’exposition
Outre les éditions 2003 et 2004 de la Nuit Blanche à Paris, Ami Barak a été le commissaire de la 5e Biennale de Jérusalem en 2008, de Art for the World the Expo the City of Forking Paths à l’Exposition universelle de 2010 de Shanghai, du pavillon roumain à la 54e édition de la Biennale de Venise en 2011, de la Nuit blanche à Toronto en 2013, de la Biennale Art Encounters à Timisoara en Roumanie en 2017, de la Biennale de Daegu en Corée du Sud en 2018, et de nombreuses autres expositions en France et à l’étranger.

### Consultant
En parallèle aux projets d'exposition, Ami Barak a développé depuis 2010 une activité de conseil auprès de collectionneurs privés en les aidant à bâtir, enrichir, gérer et mettre en valeur leur collection. Cela consiste à recommander des artistes et des œuvres à acquérir, à négocier avec les galeries et à enchérir sur des œuvres dans des ventes aux enchères. La collection Pomeranz en est un exemple.

### Décoration
- 14 février 2025 :  Chevalier de l'ordre des Arts et des Lettres[8]
- 23 mai 2019 :  Officier dans l'ordre du Mérite culturel de Roumanie[9], pour sa contribution au succès de la saison France-Roumanie

## Expositions
- 2019
  - Déplacements, une exposition de Dominique Blain au Centre culturel canadien, Paris
  - Une vision prémonitoire du glocal, une exposition du groupe subREAL dans le cadre de Paris Photo[10], avec la galerie Jecza, Timisoara, Roumanie
  - A Causal Loop, une exposition à la Galerie Charim dans le cadre de Curated_by[11], Vienne, Autriche
  - Serving art again, une exposition du groupe subREAL à la galerie Jecza, Timisoara
  - Peste Fire, de fil en aiguille, une exposition d'Ana Adam à la galerie Borderline, Iasi, Roumanie
  - 64e Salon de Montrouge[12], Beffroi de Montrouge (co-commissaire Marie Gautier)
  - La Brique, The Brique, Cărămida, une exposition de la collection d'Ovidiu Sandor[13] à la Kunsthalle de Mulhouse
  - Ex-East, des histoires passées et récentes des avant-gardes roumaines, une exposition[14] dans le cadre de la saison France-Roumanie, sous l'égide de la Fondation Art Encounters, Paris
- 2018
  - Role-playing, rewriting mythologies, Daegu Photo Biennale[15], Daegu, Corée du Sud
  - Memory Cloud, une exposition de Decebal Scriba[16] à la galerie Anca Poterasu, Bucarest, Roumanie
  - 63e Salon de Montrouge, Beffroi de Montrouge (co-commissaire Marie Gautier)
- 2017
  - Constellation, l'art contemporain dans la Chine d'aujourd'hui, exposition itinérante (Baku, Astana, Tbilisi)
  - La vie mode d'emploi, Biennale de Timisoara[17], Roumanie
  - De quoi l'image est-elle le nom ?, Biennale de Montréal[18]
  - Any Means, une exposition de A.K. Burns[19] à la galerie Michel Rein, Paris
  - 62e Salon de Montrouge, Beffroi de Montrouge (co-commissaire Marie Gautier)
- 2016
  - 61e Salon de Montrouge, Beffroi de Montrouge (co-commissaire Marie Gautier)
  - Facetime, une exposition de Florin Stefan[20] à la galerie Anne-Sarah Bénichou, Paris
  - The real thing - la chose même, une exposition de Julião Sarmento[21] à la fondation Calouste-Gulbenkian, Paris
- 2015
  - Exposition personnelle de Seton Smith à la Galerie Sisso, Paris[22]
  - Features of Intuition, Tim Parchikov[23] au musée d'art moderne de Moscou[24], Russie
  - Smash & Grab, une exposition de Nøne Futbol Club[25] à la galerie Iconoscope, Montpellier
  - Une saison en enfer, Nøne Futbol Club, Les Églises, Chelles[26]
  - Vues arrière, nébuleuse stellaire et le bureau de la propagande extérieure, exposition personnelle de Taryn Simon[27] au Jeu de Paume, Paris
- 2014
  - An Estranged Paradise, DSL[28] collection au Jewish Museum and Tolerance Center, Moscou[29]
  - Americans in New York 3 (Matthew Buckingham, Lisa Oppenheim, Hank Willis Thomas) à la galerie Michel Rein, Paris[30]
  - Honey I rearranged the collection, collection Philippe Cohen, Multimedia Art Museum, Moscou[31]
- 2013
  - Honey I rearranged the collection, collection Philippe Cohen 20 ans d’acquisitions, Passage de Retz, Paris[32]
  - Off To A Flying Start, Zone A[33] de la Nuit Blanche Scotiabank à Toronto avec les œuvres de Boris Achour, Alain Declercq, Melik Ohanian, Franck Scurti, Michel de Broin, Tadashi Kawamata, Pascale Marthine Tayou et Ai Weiwei[34]
  - Honey I rearranged the collection, œuvres de la collection Philippe Cohen, Petach Tikva Museum of Art[35], Israël
  - I am also… Douglas Gordon, exposition personnelle[36] de Douglas Gordon au musée d'Art de Tel Aviv[37], Israël
- 2012
  - Foreigners everywhere, œuvres de la collection Pomeranz[38] au Jewish Museum of Vienna[39]
  - Molecular Gastronomy, Young Artists Biennial 5, Bucarest
  - Americans in New York 2 (LaToya Ruby Frazier, Sharon Hayes, Leigh Ledare) à la galerie Michel Rein, Paris[40]
- 2011
  - Co-commissaire de l'exposition Performing History, Pavillon Roumain à la 54e édition de la Biennale de Venise[41]
  - Play Time, Klosterfelde Collection, L.A.C., Sigean
- 2010
  - Art for the World the Expo the City of Forking Paths à l'Exposition universelle de 2010 de Shanghai, un projet sculptural comprenant 20 sculptures monumentales d’artistes chinois et internationaux
  - Romances sans paroles[42] à la Kunsthalle de Mulhouse
  - Le Jardin emprunté dans le Jardin du Palais-Royal, Paris
  - Les Élixirs de Panacée au Palais Bénédictine, Fécamp
- 2009
  - Des fourmis et des signes[43], une exposition de Peter Kogler à la galerie Jean-Gabriel Mitterrand, Paris
  - Transitionnal Landscapes, une exposition de Edi Hila[44] à la galerie Jean-Gabriel Mitterrand[45], Paris
- 2008
  - Co-curateur avec Bernard Blistène, Can art do more?, art focus 5, Jerusalem Foundation[46]
  - Re-construction, Young Artists Biennial 3, Bucarest
  - Americans in New York (Matthew Day Jackson, Jill Magid, Mika Rottenberg, Laurel Nakadate, Marc Ganzglass) à la galerie Michel Rein à Paris
  - Forever Young, anne+[47], Ivry sur Seine
  - Superposition, une exposition de Ion Grigorescu à la galerie Jean-Gabriel Mitterrand[48], Paris
- 2007
  - House Trip dans le cadre de la foire Art Forum à Berlin, Art Focus 5

## Publications
- Avec Cathérine Bédard, 2019, Déplacements. Catalogue d'exposition, Dominique Blain au Centre culturel canadien de Paris, 27 septembre au 14 janvier 2019. Paris : éditions Skira[49]
- Avec Marie Gautier, 2019, Catalogue du 64e Salon de Montrouge, Montrouge, 27 avril au 22 mai 2019, Paris : Atelier Baudelaire et GeneralPublic
- 2019, « Twists and twines in time and space » in Connected. Peter Kogler with…, sous la direction de Kunsthaus Graz, pp. 194-202. Catalogue d'exposition Connected. Peter Kogler with…, Graz, 28 juin au 20 octobre 2019, organisée par Katrin Bucher-Trantow, Graz : Universal museum Joanneum
- Avec Hyoyeun Kang, 2018, Role-Playing, Rewriting Mythologies. Catalogue d'exposition, 7e Biennale de Daegu, Corée du Sud, Daegu Arts Center, 5 septembre au 16 octobre 2018, Daegu : Daegu Arts Center
- Avec Marie Gautier, 2018, Catalogue du 63e Salon de Montrouge, Montrouge, 28 avril au 23 mai 2018, Paris : Atelier Baudelaire et GeneralPublic
- Avec Diana Marincu, 2017, Life a User’s Manual. Catalogue d'exposition, Timisoara, 2e Biennale de Timisoara et Arad, Roumanie, 30 septembre au 5 novembre 2017. Timisoara : Fondation Art Encounters
- 2017, What does the image stand for?. Catalogue d'exposition, Montréal, MOMENTA, Biennale de l'image, du 7 septembre au 15 octobre, Montréal : Momenta et Kerber Verlag
- 2017, Constellation – Contemporary art in today’s China. Catalogue d'exposition, Tbilisi, Géorgie, 24 juin au 24 septembre 2017, Paris : CareOf Publishing
- Avec Marie Gautier, 2017, Catalogue du 62e Salon de Montrouge, Montrouge, 27 avril au 24 mai 2017, Paris : Atelier Baudelaire et GeneralPublic
- Avec Marie Gautier, 2016, Catalogue du 61e Salon de Montrouge, Montrouge, 4 mai au 30 mai 2016, Paris : Atelier Baudelaire et GeneralPublic
- « Julião Sarmento: The Real Thing - La Chose Même » in Julião Sarmento: The Real Thing - La Chose Même, Fondation Calouste Gulbenkian, 2016, pp. 33-37
- Tim Parchikov: Suspense, éditions Contrasto, 2015  (ISBN 8869655474)
- Avec Maria Nasimova, 2015, An Estranged Paradise. Contemporary Chinese Art from the DSL Collection. Catalogue d'exposition au Jewish Museum and Tolerance Center, 29 octobre 2014 au 11 janvier 2015, Moscou
- Catalogue de l’exposition Workstation / Antal Lakner, éditions Ludwig Museum of Contemporary Art Budapest, 2013  (ISBN 9789639537392)
- Avec Maria Rus Bojan, Performing History, Pavillon roumain à la 54e Exposition Internationale d'Art - la Biennale di Venezia 2011, IDEA arts + society, Cluj, Roumanie, #38, 2011, numéro spécial
- « Art for the World », The City of Forking Paths, World Expo, Shanghai, 2010, catalogue publié par Galerie JGM, Paris, Shanghai et édité par Hanna ALKEMA, Ivy ZHOU, 周冰心, Karen LEVY, Veronica PAN, 潘逸人
- Return to Function. Essays by Martha Schwendener and Ami Barak, éditions Madison Museum of Contemporary Art, 2009  (ISBN 0913883352)
- Peter Kogler, en collaboration avec Rainer Fuchs, éditions Walther Konig, 2009  (ISBN 9783865605603)
- Avec Bernard Blistène, 2008, Can Art Do More?. Catalogue d'exposition, Art Focus 5, international contemporary art event in Jerusalem, du 23 septembre au 23 octobre 2008, Jerusalem Foundation
- Christine Borland, éditions Frac Languedoc-Roussillon, 1997
- Le Guide Art Press : art moderne et contemporain en Europe : [1000 musées, centres d'art, Kunsthallen, fondations…], en collaboration avec Paul Ardenne, éditions Art Press, 1994  (ISBN 9782906705050)